# Overdale
Overdale is een historisch merk van motorfietsen.
De bedrijfsnaam was: Overdale Motor Co., Glasgow.
Overdale was een Schots merk, dat eigen frames maakte waarin 269cc-Villiers-motoren werden gemonteerd. De productie begon in 1921 en de machines werden tentoongesteld op de Scottish Motor Cycle Show van 1922, maar in dat jaar werd de productie ook weer beëindigd.